# متحف بيت العثمان
متحف بيت العثمان وهو أحد أهم الوجهات السياحية في دولة الكويت، تم بنائه سنة 1946 وكان مُلكًا لعبد الله العثمان، احتوى على العديد من الغرف والمطابخ والحمامات وتم بناء 80 بالمئة منه بالاسمنت وكان السقف من الجندل وهي عبارة عن سيقان خشبية سوداء اللون لأشجار تنبت علي سواحل الأنهار في بعض الدول الأفريقية مثل كينيا وتنزا ليا وكان الجندل يستورد من الخارج، لاحقاً خلال الفترة مابين 1962 - 1985 تم تجديد الأسقف بسبب تساقط الأمطار الغزيرة، وفي 1990 احتلت القوات دولة الكويت وسبب ذلك الكثير من الفوضى والدمار وتضرر بيت العثمان أيضاً من هذا الاحتلال وتم ترميمه وافتتاحه كمتحف بحضور أمير الكويت آنذاك صباح الأحمد الجابر الصباح في أبريل 2013.